# Brutalität in Stein
Brutalität in Stein ist ein deutscher Kurzdokumentarfilm von Alexander Kluge und Peter Schamoni aus dem Jahr 1961.

## Handlung
Der Film zeigt architektonische Details des Reichsparteitagsgeländes in Nürnberg. In oftmals statischen Einstellungen werden die „Uniformität“, die Schmucklosigkeit und gleichzeitig die Dominanz von Ecken und Kanten betont. Parallel werden verschiedene Tondokumente eingespielt, darunter Heil-Rufe, das Geräusch von marschierenden Massen, Hitler-Reden sowie Auszüge aus den Erinnerungen von Rudolf Höß, der von Mai 1940 bis November 1943 Kommandant des Konzentrationslagers Auschwitz war. Neben den Bildern des Reichsparteitagsgeländes werden Skizzen Hitlers vom fertigen Gelände gezeigt sowie NS-Modelle deutscher zukünftiger Städte, darunter der Hauptstadt Berlin als zukünftige „Welthauptstadt Germania“. Der Film endet mit Einstellungen von Trümmern des Geländes in Nürnberg.

## Intention
Der Film will den Zusammenhang zwischen Architektur – insbesondere der Partei- und Prestigebauten – und Ideologie des Nationalsozialismus verdeutlichen. Die Hinterlassenschaften der NS-Architektur (Bauwerke, Ruinen, Modelle, Baupläne, Skizzen), so die These des Films, kann die Ideologie der Nationalsozialisten und die Erinnerung an die NS-Zeit überhaupt lebendig werden lassen und dem Betrachter „vom Geiste Ihrer Erbauer“ (Zitat aus dem Film) zeugen.

## Produktion
Brutalität in Stein wurde 1960 in Nürnberg gedreht und erlebte am 8. Februar 1961 auf dem IFF in Oberhausen seine Premiere. Erzähler des Films sind Hans Clarin und Christian Marschall.
Der Kurzfilm erschien im Rahmen der Gesamtschau von Werken Alexander Kluges 2007 auf DVD. Michael Kloft übernahm den Kurzfilmtitel 2002 für seine Spiegel-TV-Dokumentation Brutalität in Stein – Die Bauten der Nazis gestern und heute.

## Kritik
„Selten ist ein politisches Thema so unmittelbar in Bildsymbolik übersetzt worden wie in diesem außerordentlichen Werk Schamonis“, schrieb Die Welt 1961.

## Auszeichnungen
Auf dem IFF Oberhausen erhielt Brutalität in Stein 1961 den Preis der Stadt Oberhausen. Zudem wurde er Anfang der 1960er-Jahre in Prag prämiert.